# کامل العوینی
کامل العوینی (انگلیسی: Kamel Alouini؛ زادهٔ ۶ ژوئیهٔ ۱۹۸۸) بازیکن هندبال اهل تونس است.